# Zdechovice (district de Pardubice)
Pour les articles homonymes, voir Zdechovice.
Zdechovice (en allemand : Sdechowitz) est une commune du district de Pardubice, dans la région de Pardubice, en République tchèque. Sa population s'élevait à 690 habitants en 2024.

## Géographie
Zdechovice se trouve à 8 km à l'ouest-sud-ouest de Přelouč, à 23 km à l'ouest de Pardubice, à 34 km au sud-ouest de Hradec Králové et à 75 km à l'est de Prague.
La commune est limitée par Trnávka et Řečany nad Labem au nord, par Přelouč et Jankovice à l'est, par Morašice au sud, par Horušice au sud-ouest, et par Chvaletice à l'ouest.

## Histoire
La première mention écrite de la localité remonte à 1352.

## Administration
La commune se compose de trois sections :
- Spytovice
- Zbraněves
- Zdechovice

## Galerie

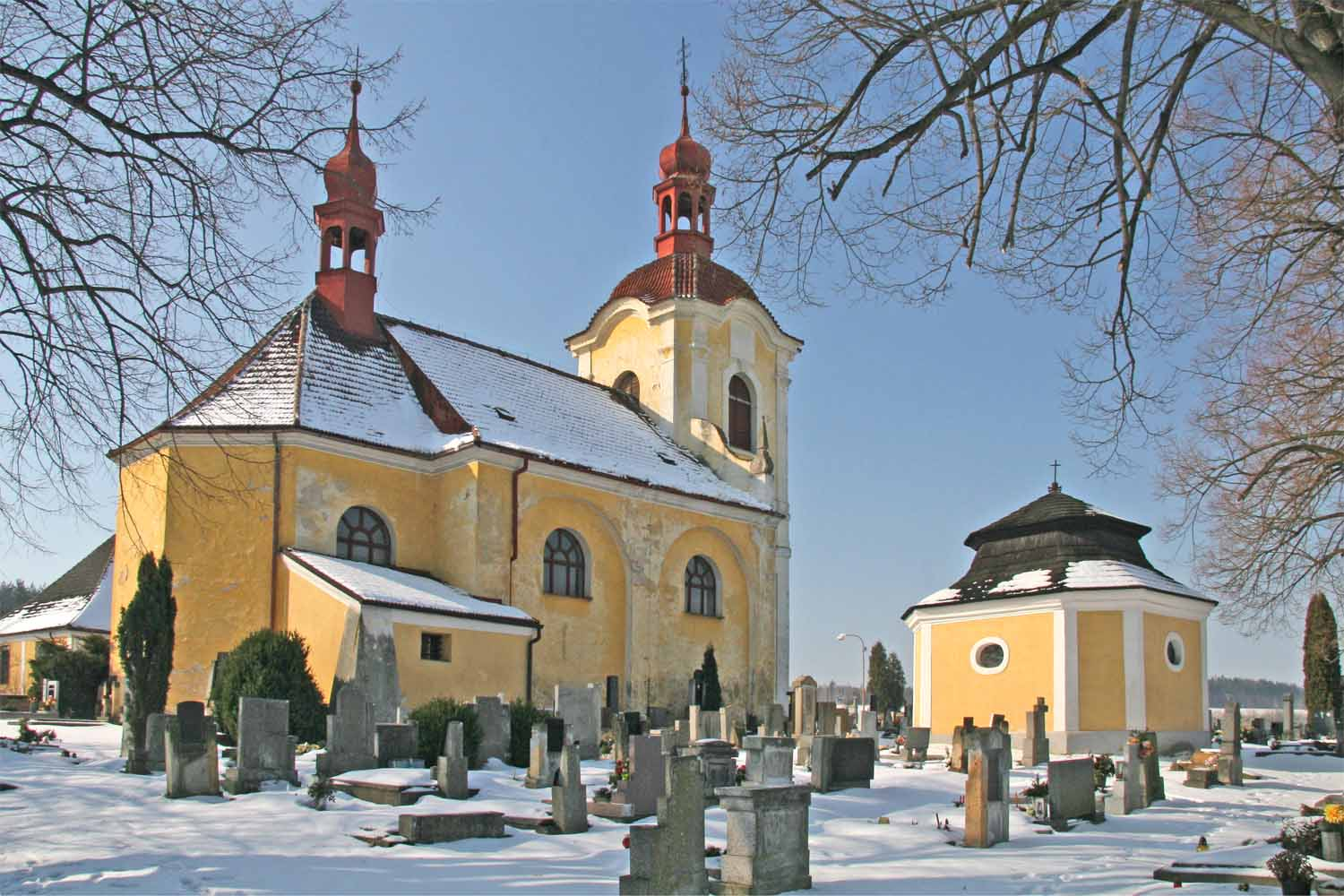
Église Saints-Pierre-et-Paul.
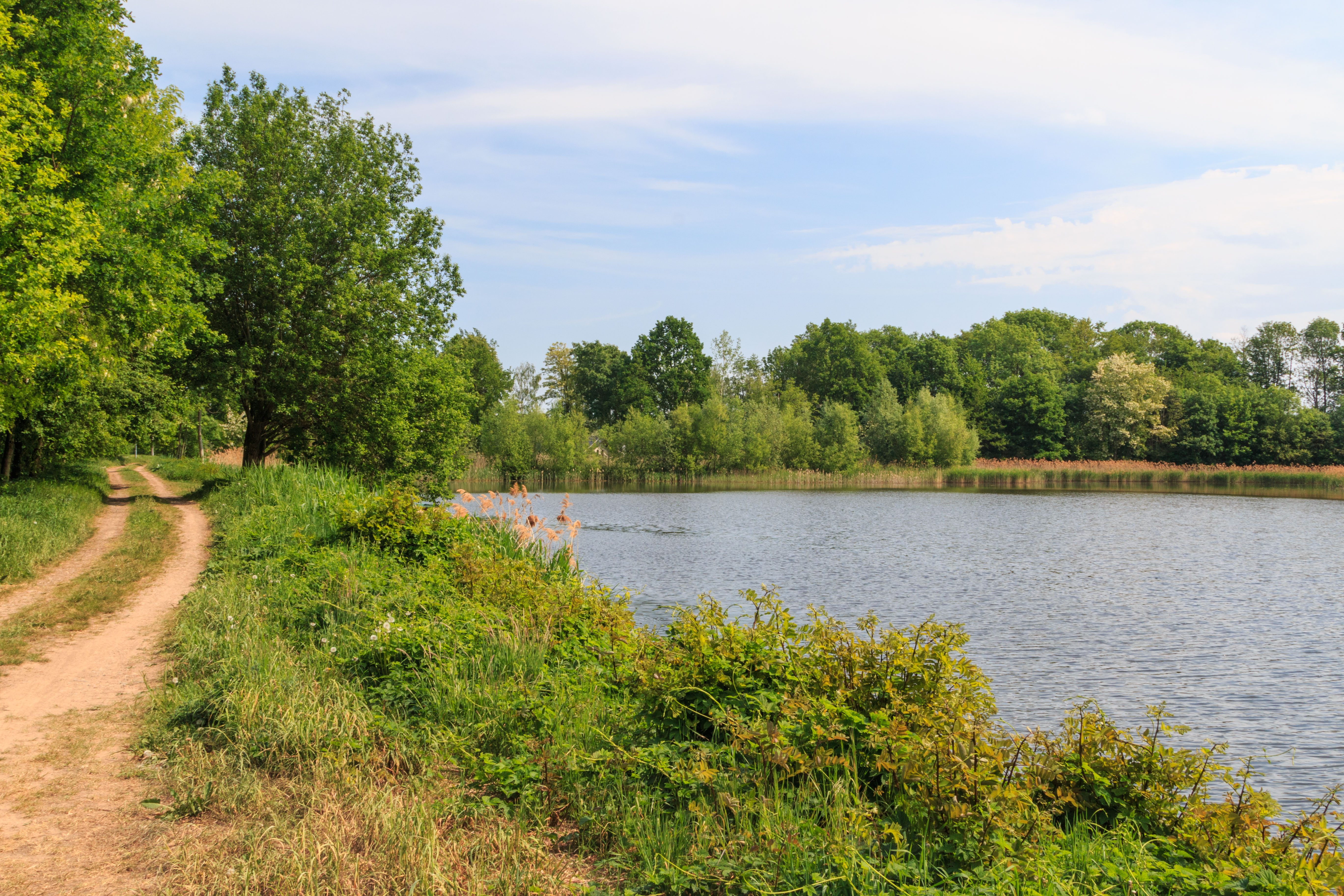
Étang Ovčín à Žáravice.

## Transports
Par la route, Zdechovice se trouve à 8 km de Přelouč, à 25 km de Pardubice et à 90 km de Prague. 